# Turó de Passaportella
El Turó de Passaportella és una muntanya de 769 metres que es troba al municipi de Pinós, a la comarca catalana del Solsonès.